# Nossa Senhora de Fátima
Nossa Senhora de Fátima ou, formalmente, Nossa Senhora do Rosário de Fátima, é uma das invocações atribuídas à Virgem Maria e que teve a sua origem nas aparições recebidas por três pastorinhos no lugar da Cova da Iria, em Fátima, Portugal.
De acordo com os testemunhos das três crianças videntes, a primeira aparição ocorreu no dia 13 de maio de 1917, ao meio-dia, repetindo-se durante os seis meses seguintes, sempre no dia 13 e à mesma hora, com exceção do mês de agosto, quando ocorreu no dia 19, até 13 de outubro de 1917.
Na última aparição identificou-se  como sendo "a Senhora do Rosário", tendo sido, por esse motivo, feita eclesiasticamente a combinação dos seus dois títulos e que deu origem a Nossa Senhora do Rosário de Fátima. Segundo os relatos dos videntes, a mensagem que a aparição apresentou em Fátima foi um insistente apelo à conversão, à penitência e à oração, nomeadamente a oração do Rosário.
O seu principal local de devoção é o próprio Santuário de Fátima, situado na freguesia e cidade homónima, no concelho de Ourém, em Portugal.

## História das aparições

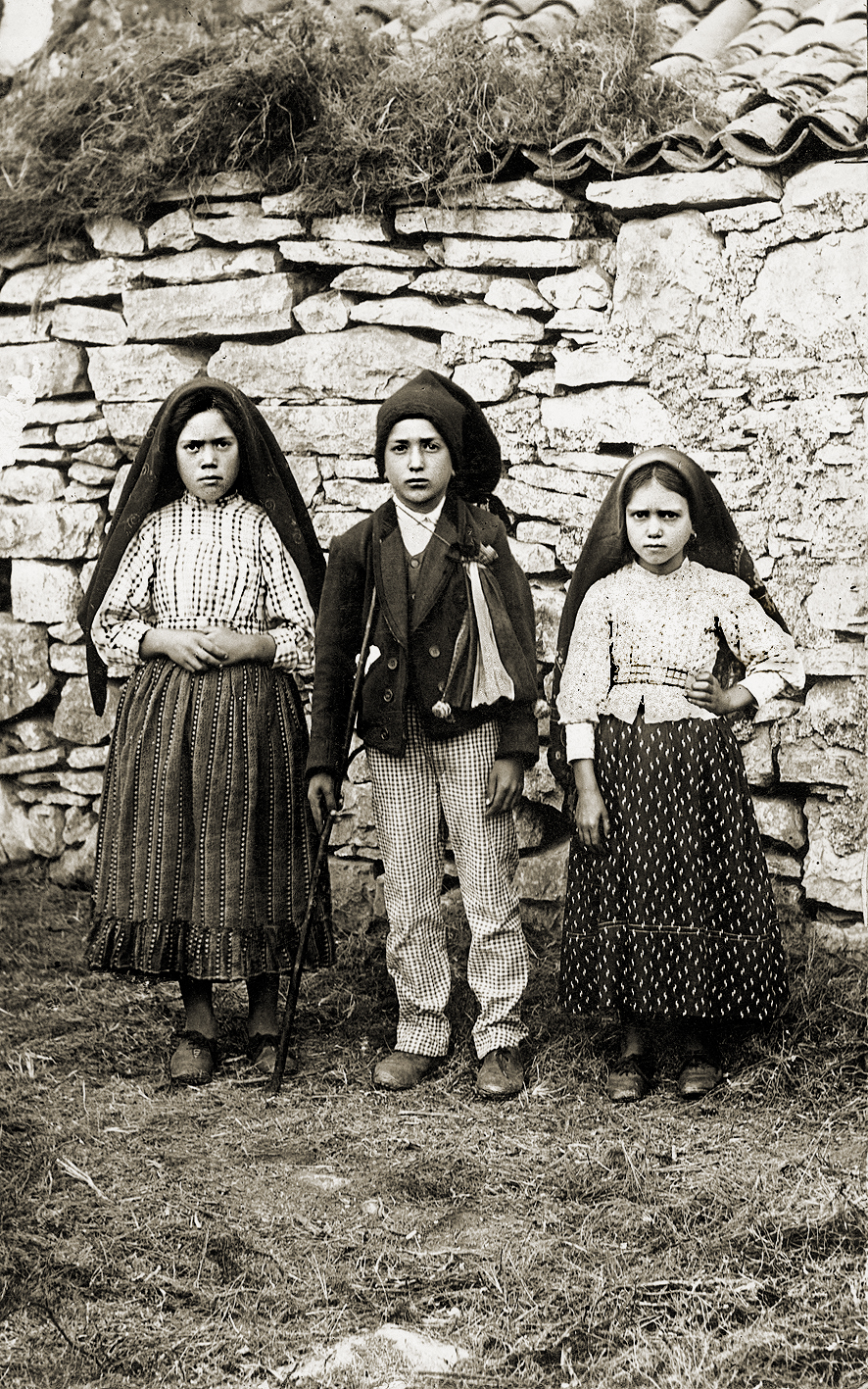
Os três pastorinhos de Fátima: Lúcia, Francisco e Jacinta.

Em 1917, o ano da Revolução Soviética, Lúcia dos Santos e os seus primos Francisco e Jacinta Marto, popularmente chamados de "Os Três Pastorinhos", afirmaram ter presenciado seis aparições de Nossa Senhora no lugar da Cova da Iria, em Fátima, nos dias 13 de maio, 13 de junho, 13 de julho, 13 de setembro e 13 de outubro, tendo, no mês de agosto desse ano, a aparição mariana ocorrido excepcionalmente no dia 19, no lugar dos Valinhos, também da freguesia de Fátima.
Já no ano anterior, em 1916, no lugar dos Valinhos, as três crianças afirmaram ter recebido três aparições de um anjo, o qual se apresentou como sendo o Anjo da Paz, ou Anjo de Portugal. Duas das aparições do anjo ocorreram na Loca do Cabeço nos Valinhos e outra decorreu junto do Poço do Arneiro, na Casa de Lúcia, em Aljustrel.
Segundo relatos posteriores aos acontecimentos, por volta do meio-dia, depois de rezarem o terço, as crianças teriam visto uma luz brilhante; julgando ser um relâmpago, decidiram ir-se embora do lugar onde apascentavam as ovelhas, mas, logo depois, outro clarão teria iluminado o espaço. Nessa altura, teriam visto, em cima de uma pequena azinheira – onde agora se encontra a Capelinha das Aparições –, uma "Senhora mais brilhante que o sol".

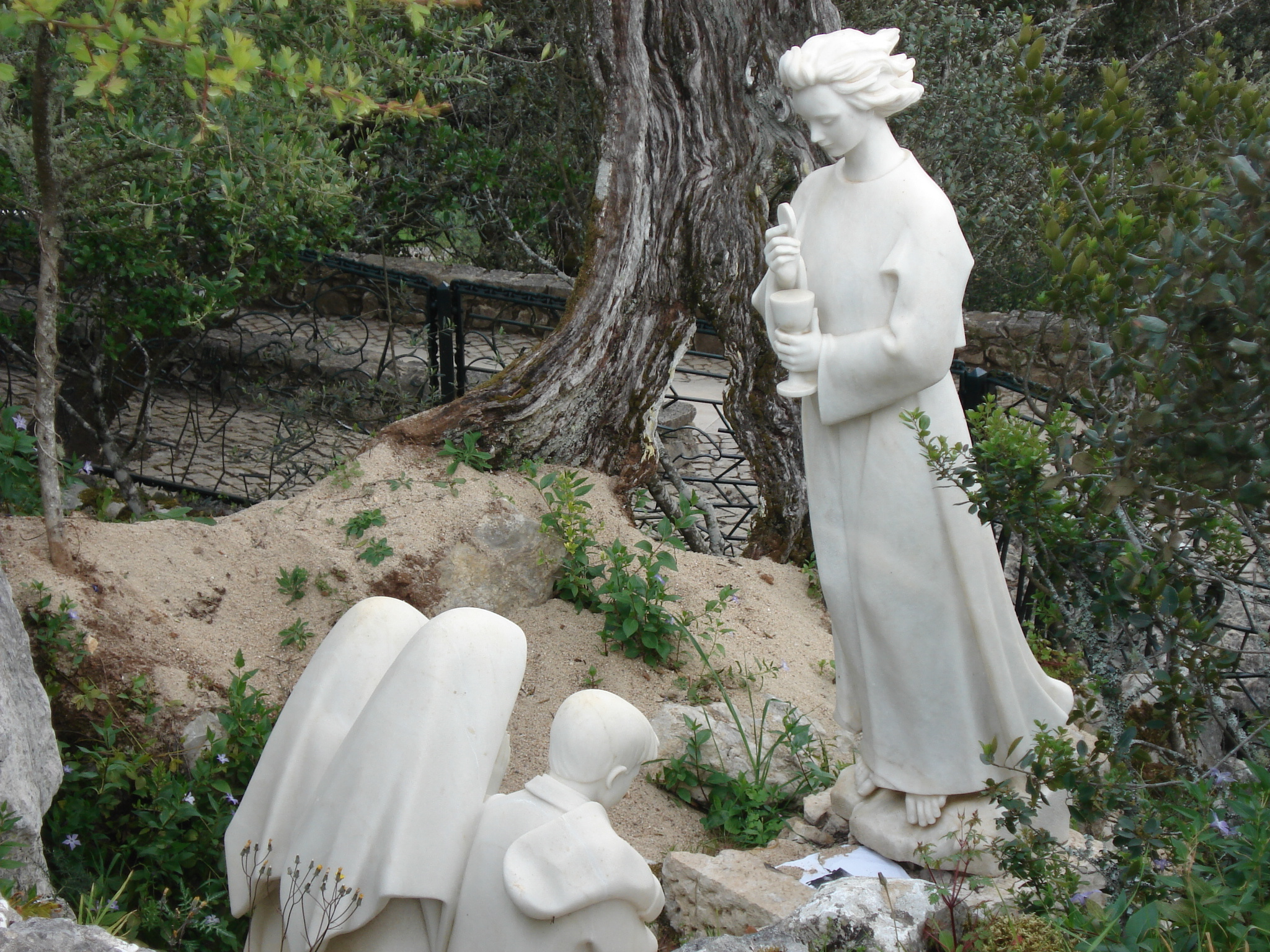
Monumento dedicado à aparição do Anjo da Paz aos três pastorinhos.

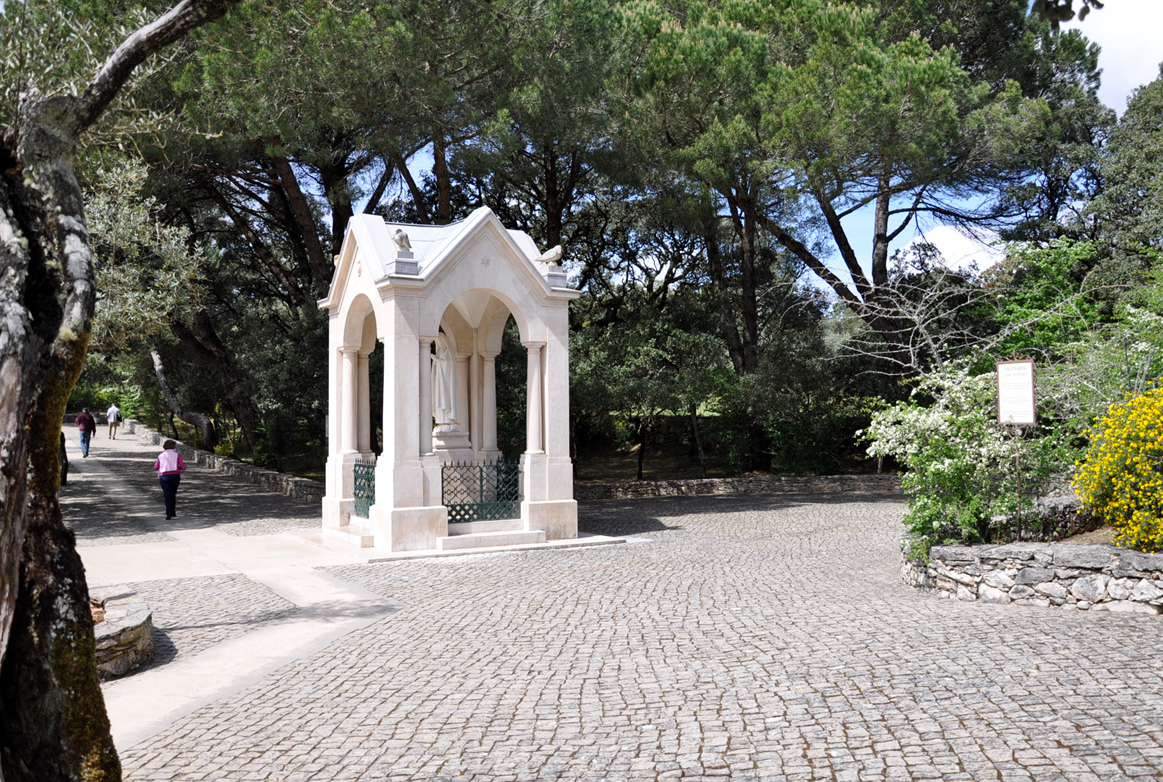
Valinhos (Fátima), local da quarta aparição de Nossa Senhora.

Segundo os testemunhos recolhidos na época, a Senhora disse às três crianças que era necessário que rezassem muito e que aprendessem a ler. Convidou-as a voltarem ao mesmo lugar, na Cova da Iria, no dia 13 dos cinco meses seguintes, sempre à mesma hora. As três crianças assistiram, então, a mais aparições no mesmo local a 13 de junho, 13 de julho, 13 de setembro e 13 de outubro. Em agosto, a aparição ocorreu no dia 19, no sítio dos Valinhos, a cerca de 500 metros do lugar de Aljustrel, porque as crianças tinham sido presas e levadas para Vila Nova de Ourém pelo administrador do concelho no anterior dia 13 de agosto.
A 13 de outubro, estando presentes na Cova da Iria cerca de 70 mil pessoas, Nossa Senhora teria dito aos pastorinhos: "Eu sou a Senhora do Rosário" e teria pedido que fizessem ali uma capela em Sua honra, conhecida hoje como a Capelinha das Aparições do Santuário de Fátima. Muitos dos presentes afirmaram ter observado o chamado milagre do Sol, o qual fora prometido às três crianças nas aparições de julho e de setembro. Segundo os testemunhos recolhidos na época, o Sol, assemelhando-se a um disco de prata fosca, pôde fitar-se sem dificuldade e girava sobre si mesmo como uma roda de fogo, parecendo, depois, vir precipitar-se sobre a Terra. Tal fenómeno foi testemunhado por milhares de pessoas, até mesmo por algumas distantes do lugar da aparição. O relato foi publicado na imprensa por vários jornalistas que para ali se deslocaram e que foram também testemunhas do fenómeno. Contudo, há testemunhos de pessoas que afirmaram nada ter visto, como é o caso do escritor António Sérgio, que disse estar presente no local e testemunhou que nada se passara de extraordinário com o sol, e do militante Domingos Pinto Coelho, que escreveu na imprensa que não vira nada de sobrenatural.

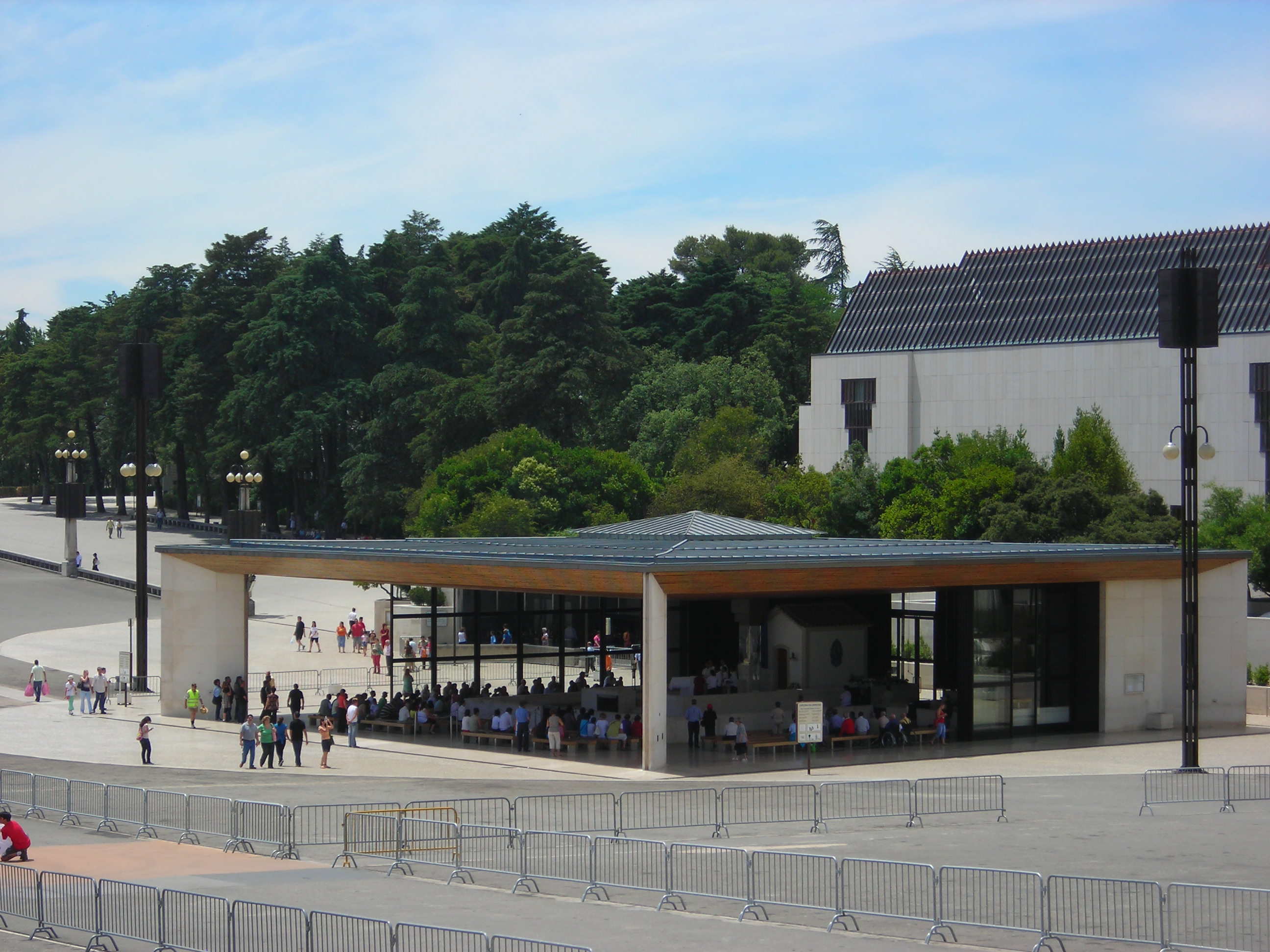
Vista panorâmica da Capelinha das Aparições, situada na Cova da Iria.

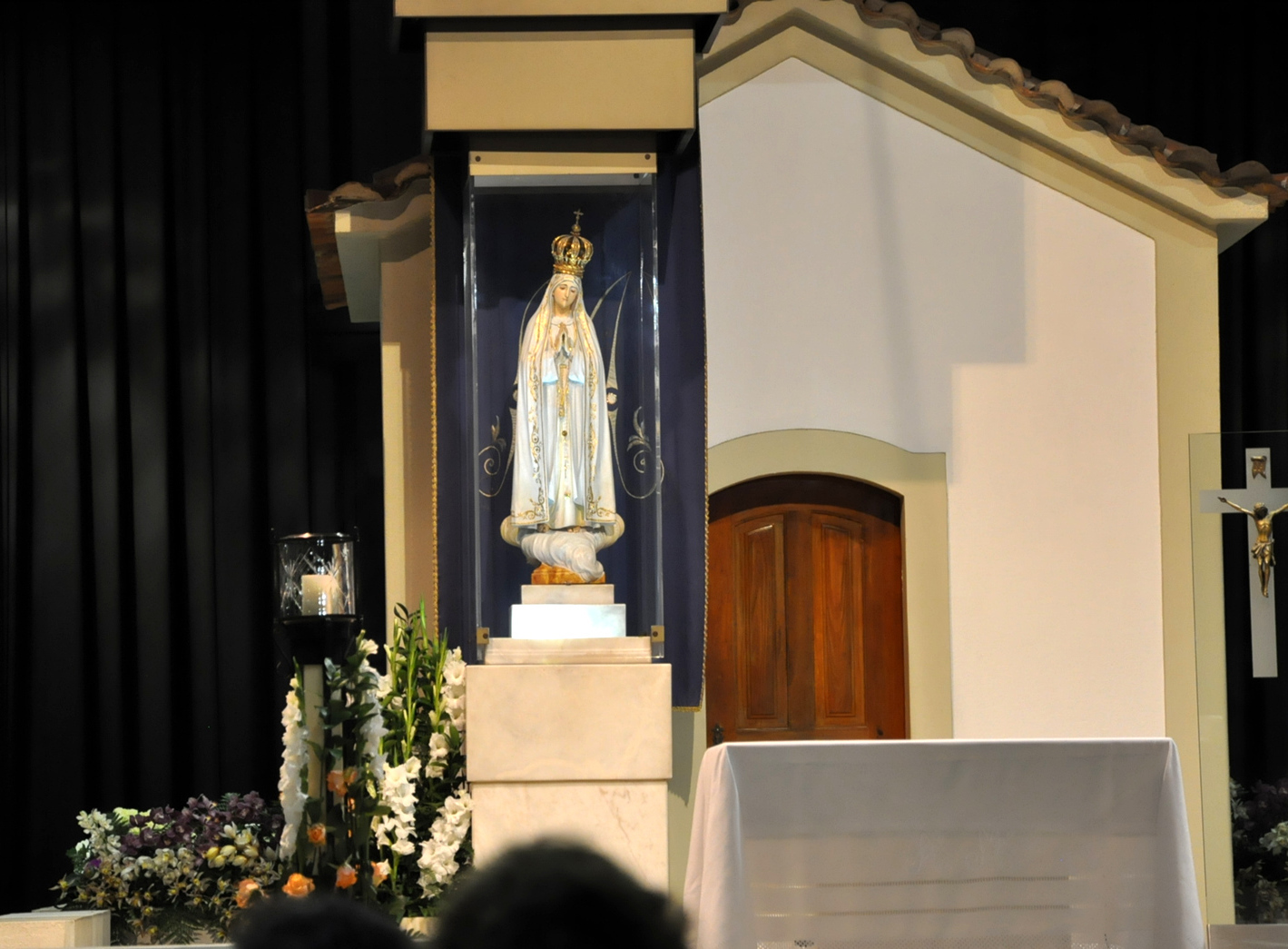
A imagem original da Virgem Maria, na Capelinha das Aparições.

Posteriormente, sendo Lúcia religiosa doroteia, Nossa Senhora ter-lhe-ia aparecido novamente em Espanha (a 10 de dezembro de 1925 e a 15 de fevereiro de 1926, no Convento de Pontevedra, e na noite de 13 para 14 de junho de 1929, no Convento de Tuy), pedindo a devoção dos cinco primeiros sábados: rezar o terço; meditar nos mistérios do Rosário; confessar-se e receber a Sagrada Comunhão, em reparação dos pecados cometidos contra o Imaculado Coração de Maria e a Consagração da Rússia ao Seu Coração Imaculado. Quando a Irmã Lúcia ingressou na clausura monástica do Carmelo de Santa Teresa em Coimbra, como religiosa carmelita descalça, afirmou ter recebido ainda mais algumas revelações por parte de Nossa Senhora.

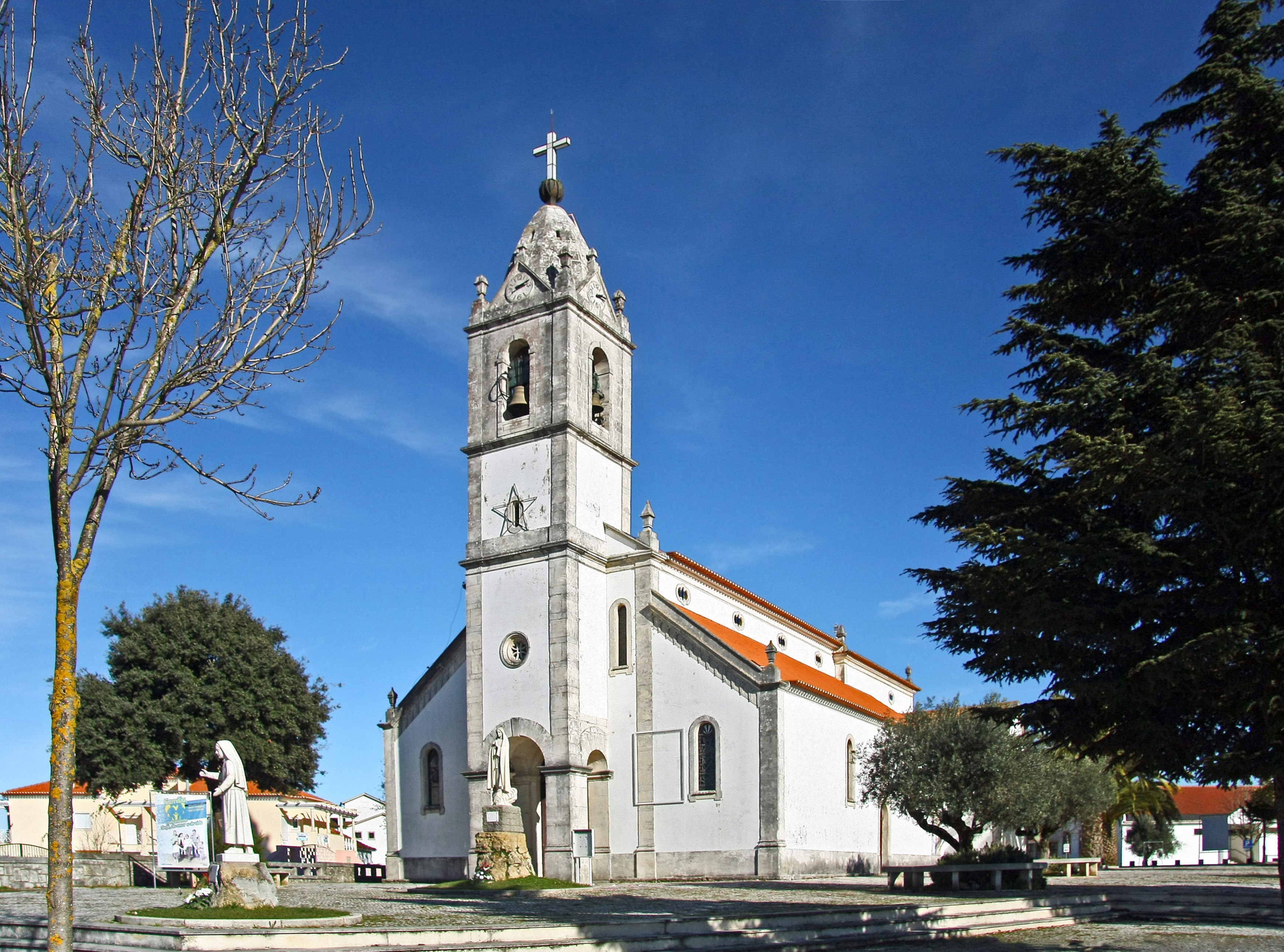
A Igreja Paroquial de Fátima.

Embora por vezes se confunda o ato de consagração da Rússia ao Imaculado Coração de Maria, pedido em Fátima e que foi efetuado pelo Papa João Paulo II, anteriormente já o Papa Pio XII, anuindo a esses pedidos de Nossa Senhora, mas, sobretudo, aos apelos alegadamente dirigidos pelo próprio Jesus Cristo à Beata Alexandrina de Balazar, efetuou a consagração do mundo ao Imaculado Coração de Maria, a 31 de outubro de 1942.
Nas suas Memórias, a Irmã Lúcia narrou como, entre abril e outubro de 1916, ela e os seus primos receberam as aparições do anjo, por três vezes, e que visavam a prepará-los para a vinda de Nossa Senhora no ano seguinte. O Anjo da Paz ensinou aos pastorinhos duas orações, conhecidas por Orações do Anjo, que entraram na piedade popular e são utilizadas sobretudo na adoração eucarística.

## Santuário de Fátima
Para corresponder ao pedido de Nossa Senhora de que se fizesse uma capela em Sua honra no local das aparições em Fátima, no ano de 1919 foi erigida uma capela – a Capelinha das Aparições – no local exato onde os pastorinhos afirmaram ter visto a Virgem Maria. Em 1928 foi benzida a primeira pedra para a construção de um templo de maiores dimensões nas proximidades da capela, o qual ficou pronto em 1953. 
Em 13 de Maio de 1946, a imagem de Nossa Senhora de Fátima, esculpida anteriormente sob a direção de Lúcia, foi coroada canonicamente pelo Cardeal Masella, legado pontifício.
Em 1954, a esse novo templo foi-lhe concedido o título de Basílica Menor pelo Papa Pio XII – trata-se da Basílica de Nossa Senhora do Rosário. Com o passar dos anos, vários outros edifícios e monumentos religiosos foram sendo construídos em torno da capela e da basílica, e ao complexo foi dado o nome de Santuário de Nossa Senhora do Rosário de Fátima (ou, simplesmente, Santuário de Fátima).
Por receber milhões de peregrinos anualmente, é-lhe dado o nome de "O Altar do Mundo" e trata-se, na atualidade, de um dos maiores santuários marianos do mundo.

## Síntese da Mensagem de Fátima

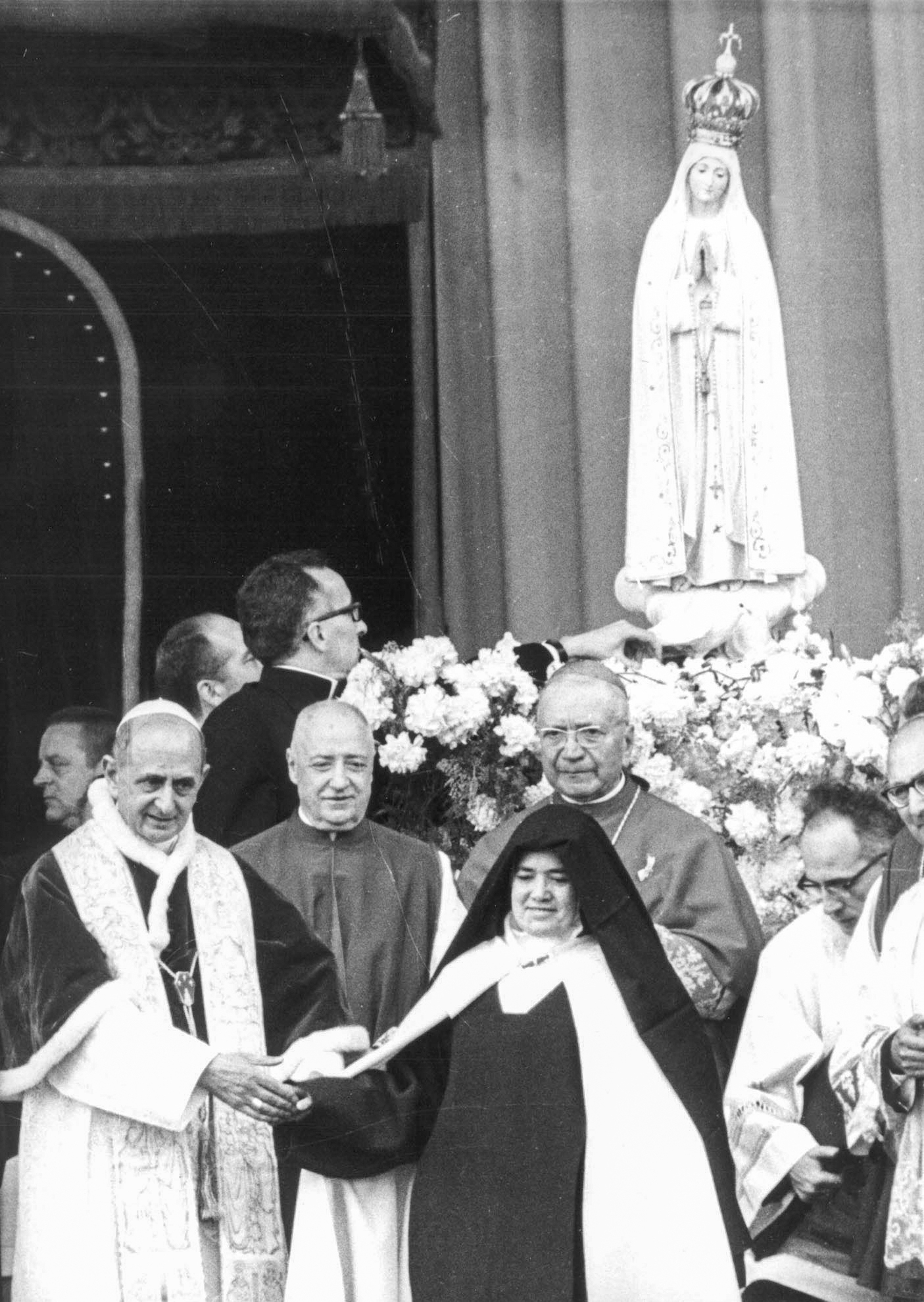
O Papa Paulo VI com a Irmã Lúcia em Fátima, a 13 de maio de 1967.

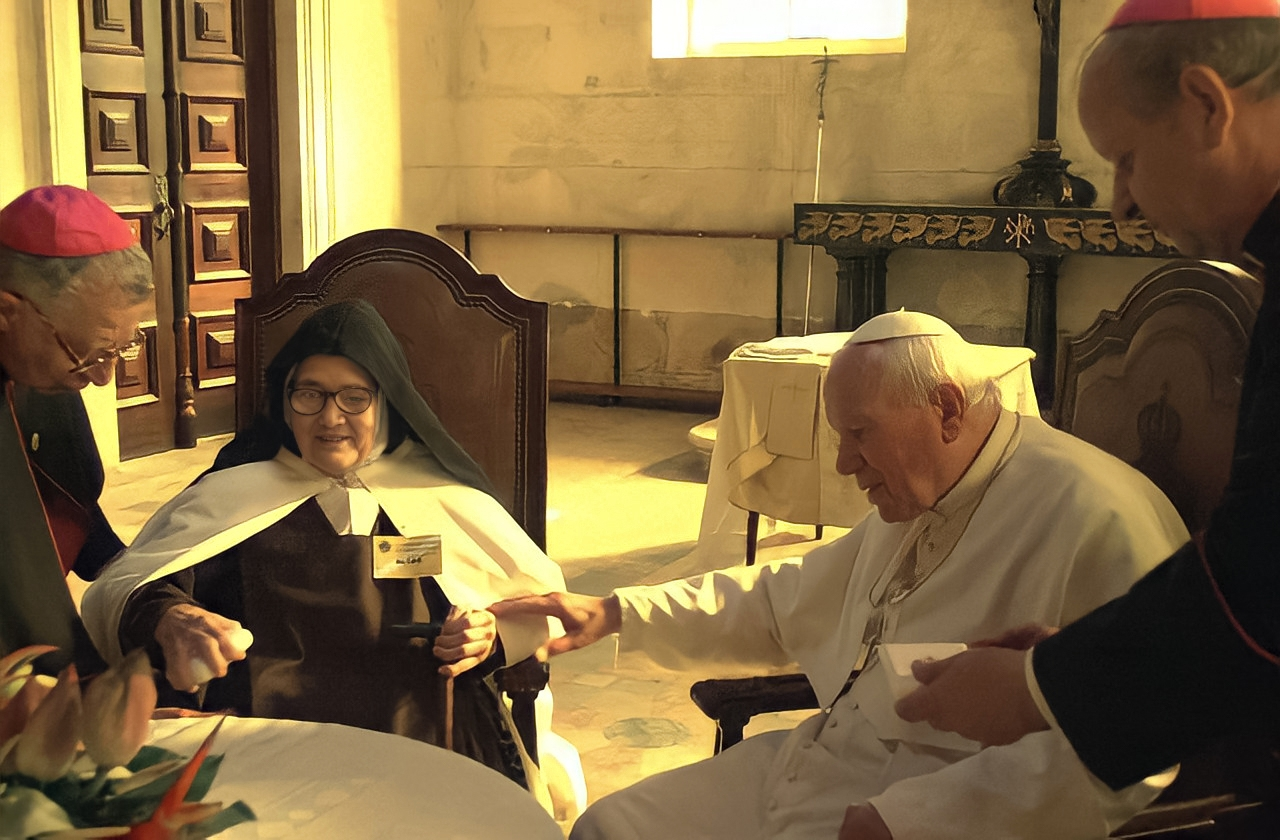
Encontro da Irmã Lúcia com o Papa João Paulo II, a 13 de maio de 2000.

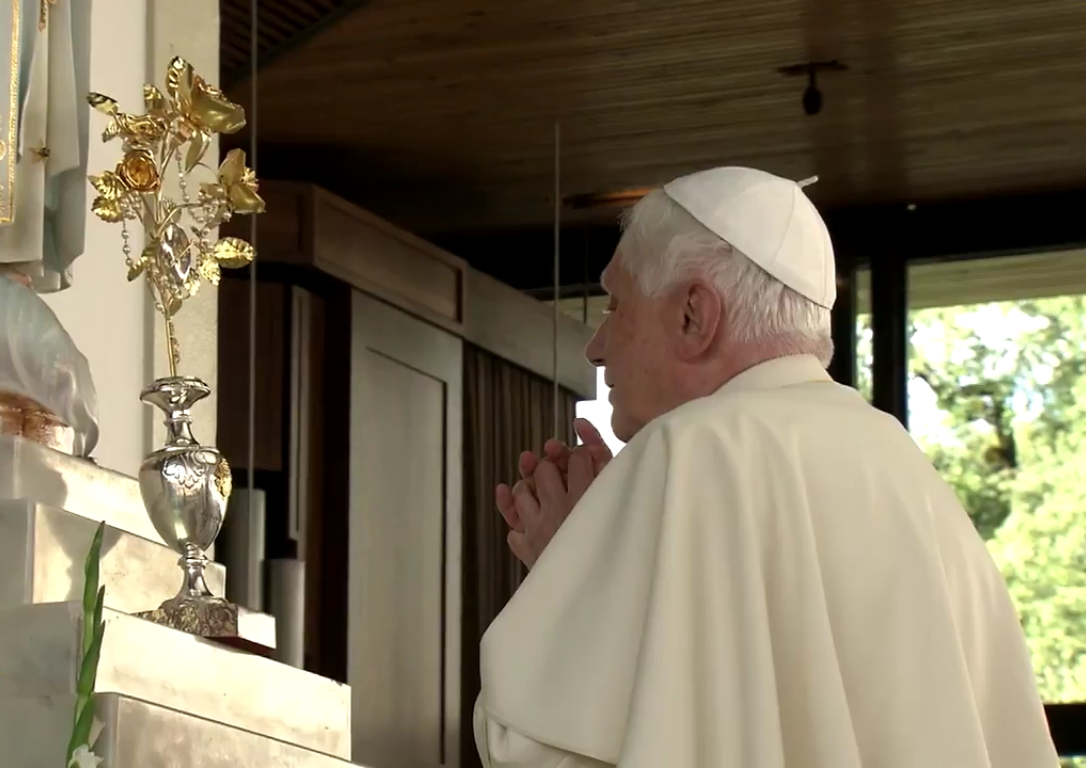
O Papa Bento XVI no momento da entrega da segunda Rosa de Ouro à Virgem de Fátima, em Maio de 2010.

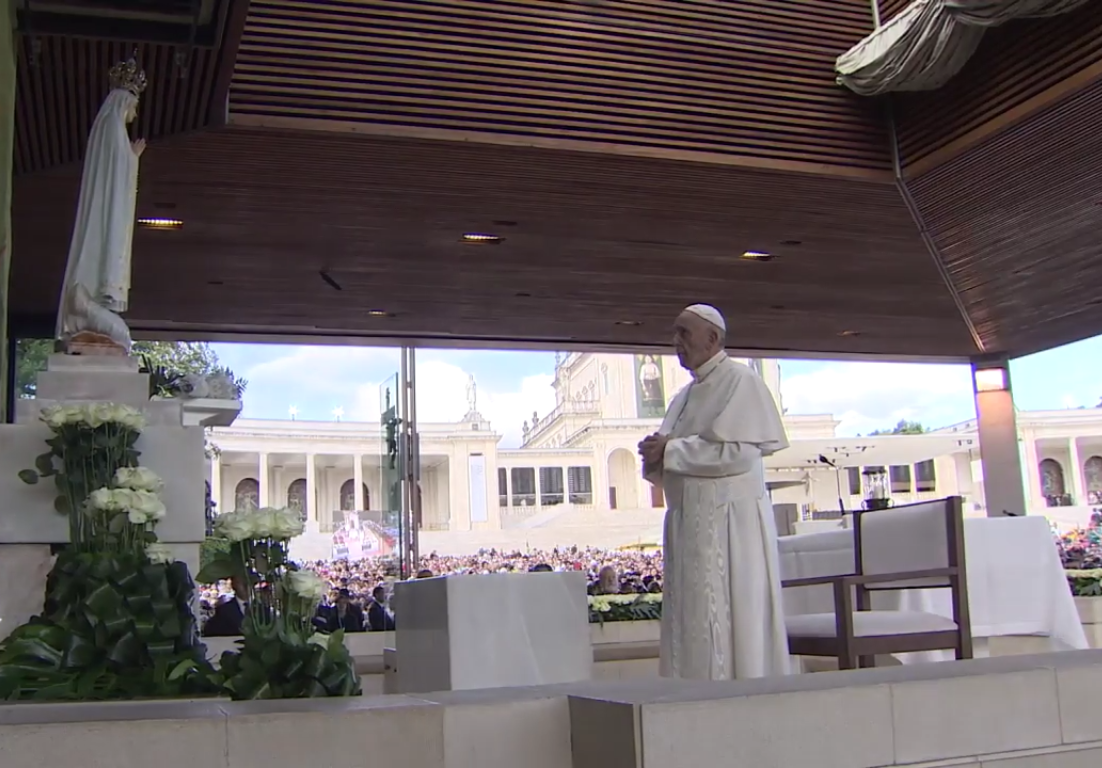
Papa Francisco em oração diante de Nossa Senhora de Fátima, na Capelinha das Aparições, em 2017.

Segundo a Irmã Lúcia, no seu último livro publicado em 2006, toda a mensagem subjacente às aparições de Nossa Senhora em Fátima é a seguinte:
| “ | No decorrer de toda a Mensagem, a começar pelas aparições do Anjo, encontramos um apelo à oração e ao sacrifício oferecido a Deus por amor e conversão dos pecadores. Para mim, este apelo é como que a norma básica de toda a Mensagem, que começa por introduzir-nos num plano de fé, esperança e amor: "Meu Deus, eu creio, adoro, espero e amo-vos". É aqui que assenta a base fundamental de toda a nossa vida sobrenatural: viver de fé, viver de esperança, viver de amor. | ” |

Na Exortação Apostólica Signum Magnum (i.e., "Grande Sinal"), o Papa Paulo VI assim resumiu a mensagem de Nossa Senhora de Fátima:
| “ | A santa contemplação de Maria incita-os, de facto, à oração confiante, à prática da penitência, ao santo temor de Deus, e recorda-lhes com frequência aquelas palavras com que Jesus Cristo anunciava estar perto o reino dos Céus: Arrependei-vos e acreditai no Evangelho, bem como a sua severa advertência: Se não vos arrependerdes, perecereis todos de maneira semelhante. | ” |

## No Brasil
O mais antigo santuário em homenagem à Nossa Senhora de Fátima no mundo foi inaugurado em setembro de 1935, no Recife, Pernambuco. Com sua construção iniciada em 1933, em estilo semi-gótico e arquitetura futurística, a obra foi projetada pelo arquiteto francês Georges Mounier. É o principal santuário dedicado a Nossa Senhora de Fátima fora de Portugal. A igreja, onde se encontra uma estátua da Virgem, com três metros de altura, foi tombada pelo Instituto de Patrimônio Histórico e Artístico do Estado de Pernambuco (FUNDARPE).
No dia 13 de maio de 2008 foi inaugurada em Fortaleza, no Ceará, a maior imagem de Nossa Senhora de Fátima do mundo. A estátua tem quinze metros de altura e foi feita pelo artista plástico Franciner Macário Diniz.
No dia 28 de maio de 2011 foi inaugurado o Santuário de Nossa Senhora de Fátima do Rio de Janeiro, um santuário localizado no bairro do Recreio dos Bandeirantes, na cidade do Rio de Janeiro, composto por uma réplica da famosa Capelinha das Aparições original, da Cova da Iria, no Santuário de Fátima, em Portugal.
A invocação de Nossa Senhora de Fátima é também a padroeira do Lucas do Rio Verde, município do estado do Mato Grosso, onde também existe uma igreja em sua homenagem, pertencente à Diocese de Diamantino. 
No município de São Benedito, na serra de Ibiapaba, no Ceará, foi edificada uma igreja em Sua honra, conhecida como o Santuário de Fátima da Serra Grande, à qual foi oferecida uma imagem de Nossa Senhora de Fátima.
Nossa Senhora de Fátima é a padroeira do Sport Club do Recife, clube brasileiro de desportos.